# 黒船 (漫画)
『黒船』(くろふね)は、黒田硫黄による日本の漫画短編集。2001年10月12日イースト・プレスから発売。

## 内容
- わたしのせんせい（『月刊アフタヌーン』1999年7月号）58ページ

- 海に行く（河出書房新社『文藝別冊 Jコミック作家ファイル・BEST145』、1999年）4ページ

- トゥーヤング Too Young（『COMIC CUE』Vol.100、2001年）8ページ

- 鋼鉄クラーケン（『COMIC CUE』Vol.7、1999年）91ページ

- 自転車フランケン（少年画報社『ヤングキングアワーズ』増刊5月号『アワーズ2001』、2000年）8ページ

先にタイトルから決めた作品。
- 年の離れた男（『ヤングキングアワーズ』増刊12月号、2000年）8ページ

- ナイト オブ ザ リヴィング デッド（河出書房新社『文藝別冊 最恐ホラーナビ2000 日本編』、2000年）6ページ

- 課外授業（『COMIC CUE』Vol.9、2000年）、25ページ

小原慎司原作。
- 肉じゃがやめろ!（宝島社『CUTiE COMIC』2000年6月号-10月号）10ページ

料理漫画。安田弘之自慢のレシピが載っている。
- 最近どうよ?（祥伝社『FEEL YOUNG』2000年7月号）1ページ

リレーエッセイ漫画。松田洋子からまわってきて、上野顕太郎にまわした。
- 象の股旅（『COMIC CUE』Vol.8、2000年）37ページ

「象の旅」(石坂昌三)という書籍に、触発されて描いた作品。
- さらばユニヴァース（Grass Hopper『純情2001』、2001年）8ページ

スピッツのツアーパンフレット漫画。タイトルは、アルバム「ハヤブサ」の同名曲から。